# ROCK AND ROLL HERO
《ROCK AND ROLL HERO》是日本男歌手桑田佳祐在2002年發行的第3張個人錄音室專輯。

## 概要
繼1994年的《孤獨的太陽》後；相隔8年發表的桑田佳祐第3張個人專輯。
在銷售方面曾達到週內排行第2名的成績，但因桑田佳祐前二張分別於1988、1994年發行的
個人專輯《Keisuke Kuwata》、《孤獨的太陽》皆有達到週內銷售排行第1名的紀錄，使桑田佳祐當時無法像在自己成立的樂團「南方之星」；分別於1980、1990、2000三個年代皆寫下專輯銷售達到週內排行第1名的事蹟。
此專輯另有發行兩片裝的黑膠唱片版本，裡頭的曲目順序也與CD版本不同。

## 專輯造型
專輯在當時發行了「黑底白字」、「白底黑字」兩種不同造型的封面版本（歌詞手冊裡頭附加的寫真圖片也有差異）。
在專輯背面造型為桑田佳祐兒時照片加上灰白矇矓的特殊效果，風格貌似桑田佳祐喜愛的歌手約翰·藍儂在1970年發行的大碟《約翰藍儂/塑膠小野樂團》（該專輯背面為一張灰白矇矓模樣的約翰·藍儂兒時照片）。

## 收錄歌曲
1.HOLD ON （It's Alright）
專輯的開頭曲，同時也是製作時第一個錄製的作品。
※作詞：桑田佳祐 英文歌詞補寫：岩本惠理子（桑田佳祐親姊姊）作曲：桑田佳祐 編曲：桑田佳祐 & THE BALDING COMPANY 管弦樂編曲：山本拓夫
2005年，此曲被寫作國語詞，成為台灣東森綜合台電視劇《好美麗診所》的主題曲，曲名《越愛越美麗》，由余天、王耀慶、黃品源主唱。
2.ROCK AND ROLL HERO
當年可口可樂日本廣告歌曲之一。歌詞內容以諷刺日本在國際與社會上的現象為主，如日美兩國之間的關係、或是90年代的泡沫經濟。
※作詞：桑田佳祐 英文歌詞補寫：Tommy Snyder 作曲：桑田佳祐 編曲：桑田佳祐 & THE BALDING COMPANY
3.某日在路上
有種軼聞為歌詞裡提到的不守交通規則的女士，是曾經在一間體育館出入口和桑田佳祐起 交通衝突（页面存档备份，存于） 的小川菜摘，但桑田佳祐否認這種說法。
※作詞‧作曲：桑田佳祐 編曲：桑田佳祐 & THE BALDING COMPANY
4.人影
模仿約翰·藍儂唱法風格的曲子，同時也為當時可口可樂廣告歌曲之一。
※作詞‧作曲‧編曲：桑田佳祐 & THE BALDING COMPANY 弦樂編曲：島健
5.BLUE MONDAY
與和桑田佳祐唸同一間學院「青山學院大學」的樂團「愛的魔幻」合作演出的歌曲。
※作詞‧作曲：桑田佳祐　英文歌詞補充：Tommy Snyder　編曲：桑田佳祐 & THE BALDING COMPANY
6.地下室的旋律
以60年代末期的嬉皮、毒品文化為作品內容主題。歌詞裡的「Marshmallow Pies」在披頭四的專輯《比伯軍曹寂寞芳心俱樂部》裡約翰·藍儂所創作的歌曲《Lucy in the Sky with Diamonds》有出現過。
※作詞‧作曲：桑田佳祐　英文歌詞補充：Tommy Snyder　編曲：桑田佳祐 & THE BALDING COMPANY
7.東京
桑田佳祐第8首個人單曲作品。詳見東京條目。
※作詞‧作曲：桑田佳祐　編曲：桑田佳祐 & THE BALDING COMPANY
8.JAIL 奇妙的果實～
偏向性虐待的成人情色內容。標題裡的「奇妙的果實」彷自爵士歌手比莉·霍利戴的同名樂曲《Strange Fruit》。
※作詞‧作曲：桑田佳祐　編曲：桑田佳祐 & THE BALDING COMPANY
9.東京吉普賽玫瑰
歌名中的「吉普賽玫瑰」暗指「脫衣舞」。（美國脫衣舞孃Gypsy Rose Lee）
※作詞‧作曲：桑田佳祐　英文歌詞補充：Tommy Snyder　編曲：桑田佳祐 & THE BALDING COMPANY
10.底層的藍調
歌詞描寫社會上底層小人物為自保而漠視一切事物。因同年在北韓發生北韓綁架日本人問題事件，部份歌詞在當年跨年演唱會上被修改過。
※作詞‧作曲：桑田佳祐　編曲：桑田佳祐 & 小倉博和
11.夏日少年
原收錄於單曲《東京》的B面歌曲。詳見夏日少年條目。
※作詞‧作曲：桑田佳祐　英文歌詞補充：Tommy Snyder　編曲：桑田佳祐 & THE BALDING COMPANY
12.質量與能量的等值性
桑田佳祐刻意將樂團披頭四、化學超男子以及自己的名字寫在此首歌歌詞裡。
※作詞：桑田佳祐 英文歌詞補寫：Tommy Snyder 作曲：桑田佳祐 編曲：桑田佳祐 & THE BALDING COMPANY
13.謝謝
歌詞開頭的句子「在松樹花開的砂道下」是桑田佳祐小時唸的「茅崎小學校」校歌歌詞。
※作詞‧作曲：桑田佳祐 編曲：桑田佳祐 & 原由子 弦樂編曲：島健

### 黑膠唱片版本歌曲順序
第一碟
- 1.HOLD ON （It's Alright）
- 2.BLUE MONDAY
- 3.ROCK AND ROLL HERO
- 4.地下室的旋律
- 5.某日在路上
- 6.東京
- 7.人影

第二碟
- 1.JAIL 奇妙的果實～
- 2.夏日少年
- 3.東京吉普賽玫瑰
- 4.質量與能量的等值性
- 5.底層的藍調
- 6.謝謝

## 演奏成員
HOLD ON （It's Alright）
- 桑田佳祐：主唱、合唱、木吉它、口琴
- 齋藤誠：電吉它
- 角田俊介：貝斯
- 小田原豐：鼓
- 片山敦夫：鋼琴
- 角谷仁宣：合成器

ROCK AND ROLL HERO
- 桑田佳祐：主唱、合唱
- 齋藤誠：電吉它、木吉它、掌聲
- 角田俊介：貝斯、掌聲
- 小田原豐：鼓、掌聲
- 片山敦夫：鋼琴、掌聲
- 山本拓夫：高音&中音合唱、薩克斯風、長笛
- 角谷仁宣：合成器、鳩鳥鳴聲

某日在路上
- 桑田佳祐：主唱、合唱、木吉它
- 齋藤誠：電吉它
- 角田俊介：貝斯
- 小田原豐：鼓
- 片山敦夫：電氣鋼琴
- 角谷仁宣：單音合成器、合成器

人影
- 桑田佳祐：主唱、合唱、電吉它
- 齋藤誠：電吉它
- 角田俊介：貝斯
- 小田原豐：鼓
- 片山敦夫：鋼琴
- 金原千恵子：弦樂
- 角谷仁宣：合成器

BLUE MONDAY
- 桑田佳祐：主唱、合唱、木吉它、口琴
- 齋藤誠：電吉它
- 角田俊介：貝斯
- 河村智康：鼓
- 片山敦夫：風琴
- 成田昭彥：打擊樂器
- KUMI：合唱、吶喊聲※（樂團愛的魔幻成員）
- 佐藤直樹：吶喊聲※（樂團愛的魔幻成員）
- SHANTI：吶喊聲
- 加藤茂：吶喊聲
- 藤原正剛：吶喊聲
- 山門雅代：吶喊聲
- 角谷仁宣：合成器

地下室的旋律
- 桑田佳祐：主唱、合唱、木吉它
- 齋藤誠：電吉它
- 角田俊介：貝斯
- 河村智康：鼓、掌聲
- 片山敦夫：風琴
- 小田原豐：鈴鼓
- 角谷仁宣：單音合成器、合成器

東京
- 桑田佳祐：主唱、合唱、電吉它
- 齋藤誠：電吉它
- 角田俊介：貝斯
- 河村智康：鼓
- 片山敦夫：鋼琴
- 角谷仁宣：合成器

JAIL 奇妙的果實～
- 桑田佳祐：主唱、合唱、電吉它、電子琴
- 齋藤誠：電吉它
- 角田俊介：貝斯
- 小田原豐：鼓
- 片山敦夫：哈蒙德風琴
- 角谷仁宣：合成器

東京吉普賽玫瑰
- 桑田佳祐：主唱、合唱
- 齋藤誠：電吉它、合唱
- 角田俊介：貝斯
- 小田原豐：鼓
- 片山敦夫：風琴
- 山本拓夫：長笛
- 角谷仁宣：合成器

底層的藍調
- 桑田佳祐：主唱、合唱、電子琴、口琴
- 小倉博和：木吉它※（樂團山弦成員）
- 佐橋佳幸：曼多休琴※（樂團山弦成員）
- 林憲一：12弦吉它
- 角谷仁宣：合成器

夏日少年
- 桑田佳祐：主唱、合唱、木吉它、口琴
- 齋藤誠：電吉它
- 角田俊介：貝斯
- 河村智康：鼓
- 片山敦夫：風琴
- 角谷仁宣：合成器

質量與能量的等值性
- 桑田佳祐：主唱、合唱、電吉它
- 齋藤誠：電吉它
- 角田俊介：貝斯
- 河村智康：鼓
- 片山敦夫：風琴
- 角谷仁宣：合成器

謝謝
- 桑田佳祐：主唱、合唱
- 原由子：鋼琴※（樂團南方之星成員）
- 金原千恵子：弦樂
- 角谷仁宣：合成器

## 相關連結
- 《ROCK AND ROLL HERO》專輯（页面存档备份，存于）
- 《ROCK AND ROLL HERO》專輯特別介紹（页面存档备份，存于）